# Simone Renna
Simone Renna (ur. 10 lipca 1974 w Lecce) – włoski duchowny katolicki, podsekretarz Dykasterii ds. Duchowieństwa od 2022.

## Życiorys
29 czerwca 2004 otrzymał święcenia kapłańskie i został inkardynowany do archidiecezji Lecce. Był m.in. dyrektorem kurialnych wydziałów ds. duszpasterstwa młodzieży i ds. duszpasterstwa akademickiego, sędzią sądu biskupiego oraz kanclerzem kurii. W 2019 został pracownikiem Kongregacji ds. Duchowieństwa. 9 lutego 2022 został mianowany przez papieża Franciszka podsekretarzem tej dykasterii.